# Vor Frue Sogn (Svendborg Kommune)
 For alternative betydninger, se Vor Frue Sogn. (Se også artikler, som begynder med Vor Frue Sogn)
Vor Frue Sogn er et sogn i Svendborg Provsti (Fyens Stift).
Vor Frue Sogn lå i Svendborg Købstad. Den hørte geografisk til Sunds Herred i Svendborg Amt og blev ved kommunalreformen i 1970 kernen i Svendborg Kommune.
I Vor Frue Sogn ligger Vor Frue Kirke.
I sognet findes følgende autoriserede stednavne:
- Frederiksø (areal)
- Græsholmene (areal, bebyggelse, ejerlav)
- Hømarken (bebyggelse)